# Exophyla rectangularis
Exophyla rectangularis là một loài bướm đêm trong họ Erebidae.